# Boris Podrecca
Boris Podrecca (1940. január 30.) Belgrádban született, jelenleg Bécsben élő építész.

## Művei

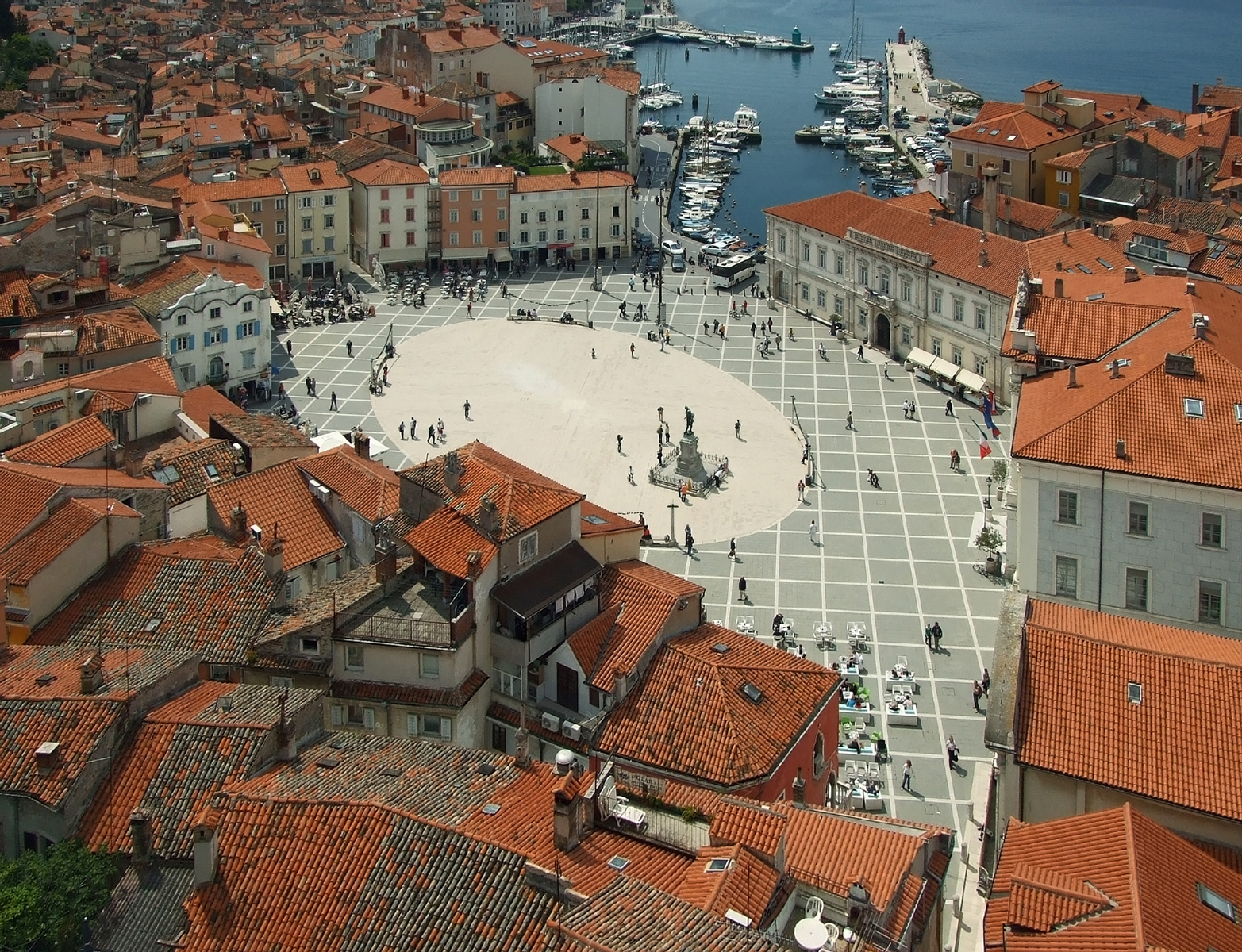
Tartini tér, Piran
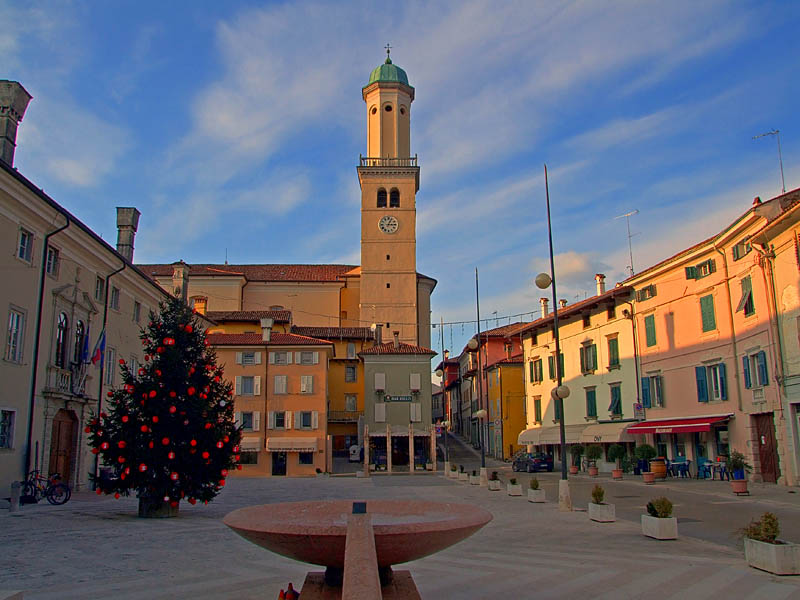
Piazza XXIV Maggio, Cormons, Olaszország
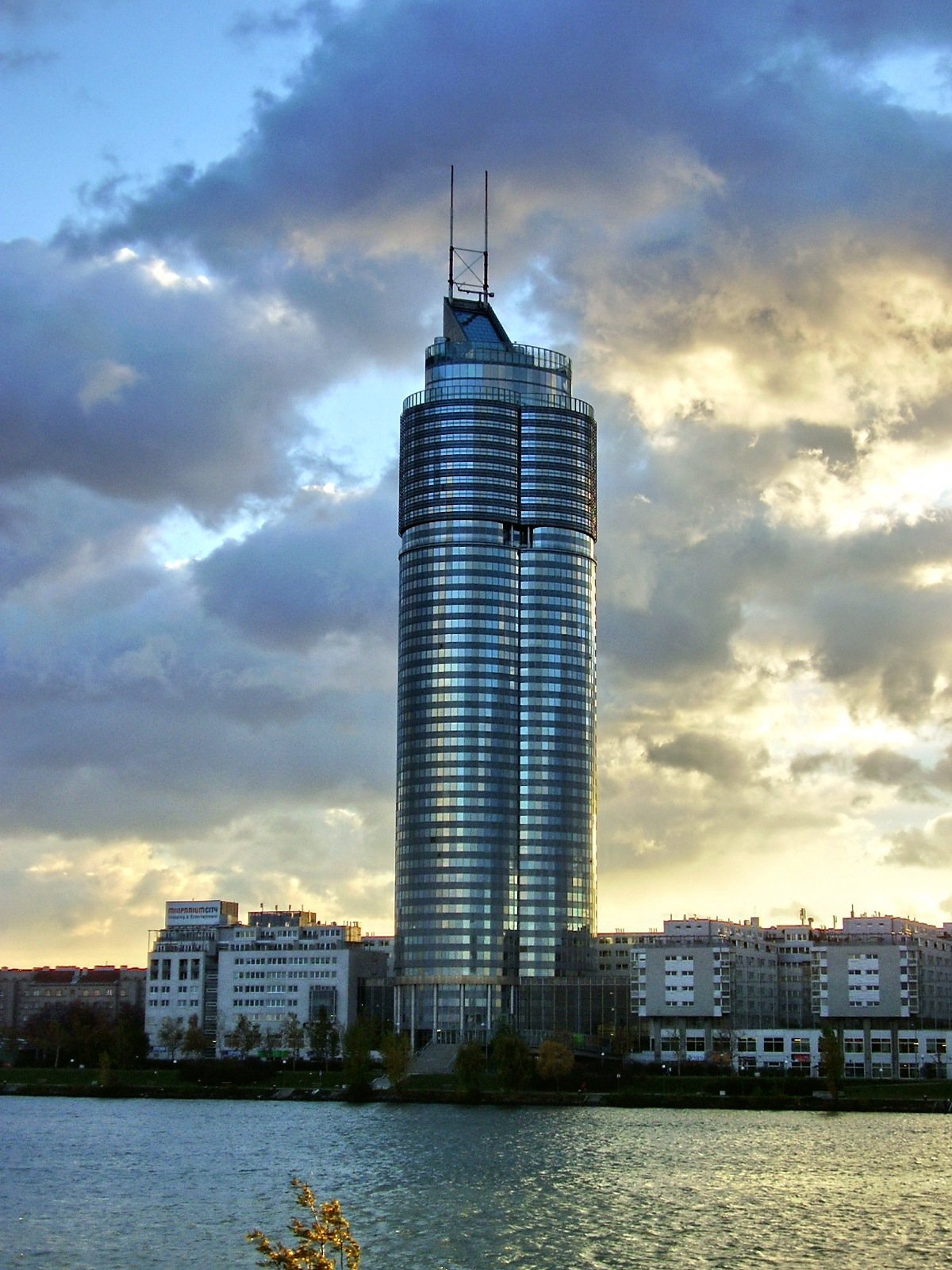
Millenniumi torony irodaház, Bécs